# Cricotopus sylvestris
Cricotopus sylvestris är en tvåvingeart som först beskrevs av Fabricius 1794.  Cricotopus sylvestris ingår i släktet Cricotopus och familjen fjädermyggor. Arten är reproducerande i Sverige. Inga underarter finns listade i Catalogue of Life.